# Хангельдыев, Амангельды
Амангельды Хангельдыев (1909 год, аул Кеши, Асхабадский уезд, Закаспийская область, Туркестанский край, Российская империя — неизвестно, Ашхабад, Туркменская ССР) — председатель колхоза имени Андреева Ашхабадского района Ашхабадской области, Туркменская ССР. Герой Социалистического Труда (1957). Депутат Верховного Совета Туркменской ССР 5-го созыва.

## Биография
Родился в 1909 году в крестьянской семье в селе Кеши (Кёши) Асхабадского уезда (ныне - микрорайон Ашхабада).
Окончил местную сельскую школу и позднее — Ашхабадский техникум механизации сельского хозяйства. С 1938 года — заведующий животноводческой фермой в колхозе «Ялкым» Свердловского района.
В 1946 году был избран председателем колхоза имени Андреева Ашхабадского района (сегодня — Рухабатский этрап). В 1948 году участвовал в ликвидации последствий Ашхабадского землетрясения, за что был награждён орденом «Знак Почёта».
Колхоз специализировался по производству мясо-молочной продукции для жителей Ашхабада. За короткое время вывел колхоз в число передовых сельскохозяйственных предприятий Ашхабадской области. Труженики колхоза под руководством Амангельды Хангельдыева досрочно выполнили задания Пятой пятилетки (1951—1955) и планы по развитию животноводства 1956 года. Указом Президиума Верховного Совета СССР от 14 февраля 1957 года удостоен звания Героя Социалистического Труда за «выдающиеся успехи в деле развития хлопководства, широкое применение достижений науки и передового опыта в возделывании хлопчатника и получение высоких и устойчивых урожаев хлопка-сырца, за успехи, достигнутые в развитии животноводства и других отраслей сельского хозяйства в годы пятой пятилетки и в 1956 году» с вручением ордена Ленина и золотой медали «Серп и Молот» (№ 7117).
Избирался депутатом Верховного Совета Туркменской ССР 5-го созыва (1959—1962).
Проживал в Ашхабаде. С 1968 года — персональный пенсионер союзного значения. Дата смерти не установлена.
Награды
- Герой Социалистического Труда
- Орден Ленина
- Орден «Знак Почёта» (28.01.1950)
- Медаль «За трудовую доблесть» — дважды (17.06.1949; 13.06.1950)